# Баркам
Баркам (тиб. འབར་ཁམས་, Вайли: Bar-khams, тиб. пиньинь: Barkam) или Маэркан (кит. упр. 马尔康, пиньинь Mǎ'ěrkāng) — городской уезд Нгава-Тибетско-Цянского автономного округа провинции Сычуань (КНР). Правление городского уезда размещается в посёлке Баркам.

## История
Во времена Китайской республики эти территории формально входили в уезд Лисянь, но фактически здесь правили четыре вождя местных племён. Уезд в составе Нгава-Тибетского автономного округа был образован в 1955 году, и назван в честь имевшегося здесь монастыря. В 1987 году Нгава-Тибетский автономный округ был переименован в Нгава-Тибетско-Цянский автономный округ.
В 2015 году в соответствии с постановлением Госсовета КНР уезд Баркам был преобразован в городской уезд.

## Административное деление
Городской уезд делится на 3 посёлка и 11 волостей.